# City (manga)
City (viết cách điệu bằng chữ in hoa) là một bộ manga do Arawi Keiichi sáng tác và minh họa. Bộ truyện bắt đầu đăng trên tập san seinen Morning của Kōdansha vào tháng 9 năm 2016. Kōdansha đã phát hành tổng cộng 13 tập tankōbon. Kyōto Animation phát hành anime truyền hình chuyển thể City the Animation từ tháng 7 năm 2025. Đây là dự án anime không phải phần tiếp nối đầu tiên của hãng sau sáu năm.

## Nhân vật
Nagumo Midori (南雲 美鳥)
Lồng tiếng bởi: Komatsu Mikako
Midori là sinh viên năm hai ngành Mont Blanc thuộc khoa Mont Blanc, Đại học Mont Blanc. Trước đó, cô theo học tại Trường Trung học Phổ thông Tokisada Đông. Midori có sở thích đua ngựa và chơi mạt chược. Cô mang tính cách thẳng thắn, cộc cằn, thiên về nam tính và không giỏi đối phó với các câu chuyện kinh dị. Sau một biến cố, Midori bắt đầu làm thêm tại quán ăn kiểu Tây Makabe. Dù thường xuyên rơi vào cảnh thiếu tiền và luôn mong muốn kiếm thêm thu nhập, cô lại không hứng thú với công việc và thường đi làm muộn hơn một tiếng. Midori sở hữu thể lực vượt trội. Thời trung học, dù không tham gia câu lạc bộ nào, cô từng hứng thú đánh bại các tuyển thủ chủ lực ở nhiều bộ môn thể thao. Nhờ thành tích đó, Midori trở thành một trong những học sinh nổi bật và nhận nhiều chú ý nhất trong thời trung học.

## Truyền thông

### Manga
Arawi Keiichi là tác giả kiêm họa sĩ minh họa của bộ truyện, bắt đầu phát hành trên tạp chí Morning của Kōdansha từ ngày 29 tháng 9 năm 2016. Bộ truyện kết thúc vào ngày 4 tháng 2 năm 2021, với tổng cộng 13 tập tankōbon do Kōdansha xuất bản. Nhân dịp ra mắt tập cuối, ban biên tập tổ chức một cuộc thi ký tặng trực tuyến. Sau ba năm gián đoạn, bộ truyện trở lại tạp chí Morning vào ngày 12 tháng 12 năm 2024. Tại Anime Expo 2017, Vertical thông báo đã mua bản quyền phát hành tác phẩm tiếng Anh.

#### Tậptankōbon
| #  | Ngày phát hành tiếng Nhật | ISBN tiếng Nhật   |
| -- | ------------------------- | ----------------- |
| 1  | 23 tháng 3 năm 2017       | 978-4-06-388708-2 |
| 2  | 21 tháng 4 năm 2017       | 978-4-06-388719-8 |
| 3  | 22 tháng 9 năm 2017       | 978-4-06-510229-9 |
| 4  | 23 tháng 3 năm 2018       | 978-4-06-511157-4 |
| 5  | 23 tháng 7 năm 2018       | 978-4-06-512026-2 |
| 6  | 22 tháng 11 năm 2018      | 978-4-06-513610-2 |
| 7  | 22 tháng 3 năm 2019       | 978-4-06-514954-6 |
| 8  | 23 tháng 7 năm 2019       | 978-4-06-516295-8 |
| 9  | 21 tháng 11 năm 2019      | 978-4-06-517782-2 |
| 10 | 23 tháng 3 năm 2020       | 978-4-06-518933-7 |
| 11 | 20 tháng 8 năm 2020       | 978-4-06-520306-4 |
| 12 | 20 tháng 11 năm 2020      | 978-4-06-520307-1 |
| 13 | 23 tháng 4 năm 2021       | 978-4-06-522116-7 |

### Anime
Kyōto Animation giới thiệu dự án anime truyền hình City the Animation vào ngày 21 tháng 9 năm 2024, chuyển thể từ bộ truyện của Arawi Keiichi. Đây là anime không phải phần tiếp nối đầu tiên của xưởng phim sau 6 năm, kể từ sau vụ phóng hỏa năm 2019. Ishidate Taichi giữ vai trò đạo diễn bộ phim, Tokuyama Tamami phụ trách thiết kế nhân vật kiêm tổng chỉ đạo hoạt họa, Miyata Kana chịu trách nhiệm phần phối màu, Yamazaki Shiori đảm nhận bối cảnh, Kase Tatsunori phụ trách đạo diễn 3D, Tsuruoka Yōta chỉ đạo âm thanh, còn nhóm Piranhans đảm nhận phần nhạc nền. Bộ anime lên sóng từ ngày 7 tháng 7 năm 2025 trên Tokyo MX cùng các kênh khác. Ca khúc mở đầu là "Hello" do Furui Riho trình bày, còn ca khúc kết thúc mang tên "Lucky", do TOMOO thể hiện Amazon Prime Video chịu trách nhiệm phát hành trực tuyến bộ phim trên toàn thế giới.

#### Tập phim
| TT. | Tiêu đề | Đạo diễn            | Biên kịch         | Bảng phân cảnh      | Ngày phát hành gốc  |
| --- | --- | ------------------- | ----------------- | ------------------- | ------------------- |
| 1   | "Makabe-ka" (tiếng Nhật: マカベ家)"Tomodachi" (tiếng Nhật: 友達)"Kata Yakisoba" (tiếng Nhật: 固焼きそば)"Adatara-hakase" (tiếng Nhật: 安達太良博士)"Izumi Wako" (tiếng Nhật: 泉わこ)"203-Gōshitsu" (tiếng Nhật: 203号室)"Yume" (tiếng Nhật: 夢) | Ishidate Taichi     | Sato Ayano        | Ishidate Taichi     | 7 tháng 7 năm 2025  |
| 2   | "City Minami Irebun" (tiếng Nhật: CITY南イレブン)"San-ningumi" (tiếng Nhật: 3人組)"San-nin no Henshū" (tiếng Nhật: 3人の編集)"Shinan" (tiếng Nhật: 指南)"Beautiful Bird" Chuyển ngữ: "Byūtifuru Bādo" (tiếng Nhật: ビューティフルバード)"Kamisama Gokko" (tiếng Nhật: 神様ごっこ)"Manga Michi" (tiếng Nhật: 漫画道)"Kattō! Niikura vs Niikura" (tiếng Nhật: 葛藤!にーくらvsにーくら) | Kitanohara Noriyuki | Sato Ayano        | Kitanohara Noriyuki | 14 tháng 7 năm 2025 |
| 3   | "Gekidan Tekaridake! No Maki" (tiếng Nhật: 劇団テカリダケ!の巻)"Izumi Riko Kikiippatsu!" (tiếng Nhật: 泉りこ危機一髪!)"Panya" (tiếng Nhật: パン屋)"Yasashisa Kakumei" (tiếng Nhật: やさしさ革命)"Harisen to Ajito" (tiếng Nhật: ハリセンとアジト)"Bokura wa Nakamada! Sawayaka Sankumi!" (tiếng Nhật: 僕らは仲間だ!さわやか3組!)                                                     | Yamamura Takuya     | Nishikawa Masashi | Yamamura Takuya     | 21 tháng 7 năm 2025 |
| 4   | "Tanabe-san no Hoshi" (tiếng Nhật: タナベさんのホシ)"Yonimokimyōna Hōmonsha" (tiếng Nhật: 世にも奇妙な訪問者)"Tanabe-san to Hotaka" (tiếng Nhật: タナベさんと穂高)"Makabe Tsurubishi no Tasogare" (tiếng Nhật: 真壁鶴菱の黄昏)"Tsudzuku" (tiếng Nhật: つづく)"Ecchan to Honba to Pan Matsuri" (tiếng Nhật: えっちゃんと本場とパンまつり)"Ningen Kōsakuten" (tiếng Nhật: 人間交錯点)  | Maruki Nobuaki      | Sato Ayano        | Miyaki Ryo          | 28 tháng 7 năm 2025 |

## Đón nhận
Trong khuôn khổ San Diego Comic-Con 2019, Rob McMonigal đã bình chọn bộ truyện là tác phẩm đang phát hành hay nhất dành cho người lớn. Nhiều nhà phê bình cũng dành lời khen cho tác phẩm. Sean Gaffney của A Case Suitable for Treatment đánh giá tích cực và cho rằng truyện khiến anh phải mỉm cười. Ian Wolf từ Anime UK News cũng bày tỏ niềm yêu thích, đồng thời nhận xét những ai hâm mộ phong cách của Arawi trong Nichijou sẽ dễ dàng bị cuốn hút bởi bộ truyện. Trên UK Anime Network, Ross Locksley chấm 7/10 và cho rằng người hâm mộ Nichijou có thể cho điểm tới 9/10, trong khi độc giả khác có thể chỉ chấm 5/10. Ngược lại, Katherine Dacey của The Manga Critic lại goji yếu tố hài ở bộ truyện là "kiểu hài hành động cũ rích" và dàn nhân vật "rất khó chịu".